# حيدر محمود (لاعب كرة قدم)
حيدر محمود مجيد، من مواليد العاصمة العراقية بغداد بتاريخ 19 سبتمبر 1973م، وهو لاعب عراقي معتزل لكرة القدم ومركزه دفاع، شارك مع منتخب بلاده لبطولة كأس آسيا سنة 2000م والتي أستضافته العاصمة اللبنانية بيروت.

## أهدافه الدولية
| #  | التاريخ        | المنشأة الرياضية                   | الإستضافة | الأهداف | النتيجة | اسم البطولة                          |
| -- | -------------- | ---------------------------------- | --------- | ------- | ------- | ------------------------------------ |
| 1. | 11 ديسمبر 1996 | ملعب آل مكتوم، دبي                 | تايلاند   | 1–0     | 4–1     | كأس آسيا 1996                        |
| 2. | 11 ديسمبر 1996 | ملعب آل مكتوم، دبي                 | تايلاند   | 3–1     | 4–1     | كأس آسيا 1996                        |
| 3. | 30 March 1997  | ملعب جواهر لعل نهرو (كوتشي)، كوتشي | الصين     | 1–0     | 2–0     | مباراة ودية دولية                    |
| 4. | 31 أغسطس 1999  | ستاد عمان الدولي، عمان             | الأردن    | 3–4     | 4–4     | دورة الألعاب العربية 1999            |
| 5. | 12 أكتوبر 2000 | ستاد صيدا الدوليـ صيدا             | تايلاند   | 2–0     | 2–0     | كأس آسيا 2000                        |
| 6. | 25 أبريل 2001  | ملعب ألماتي المركزي، ألماتي        | كازاخستان | 1–1     | 1–1     | تصفيات كأس العالم 2002، الدور الثاني |
| 7. | 13 يناير 2002  | ستاد الوكرة، الدوحة                | قطر       | 2–1     | 3–1     | مباراة ودية دولية                    |
| 8. | 7 سبتمبر 2002  | ملعب العباسيين، دمشق               | الأردن    | 3–2     | 3–2     | [[2002 بطولة غرب آسيا 2002           |